# Слобода (Вилегодский район)
Слобода — село в Вилегодском муниципальном округе Архангельской области.

## География
Находится в юго-восточной части Архангельской области на расстоянии приблизительно 21 км на восток-юго-восток по прямой от административного центра района села Ильинско-Подомское на правом берегу речки Анаваж.

## История
Упоминалось в 1888 году как место размещения деревянной Николаевско—Иоанно-Предтеченской церкви. До 2020 года входило в состав Павловского сельского поселения до его упразднения.

## Население
Численность населения: 114 человек (русские 98 %) в 2002 году, 83 в 2010.